# Agaguk
Pour l’article homonyme, voir Agaguk (film).
Agaguk est un roman policier canadien du Québec écrit par Yves Thériault et publié en 1958. C'est le 6e roman de l'auteur. Il s'est vendu à 300 000 exemplaires et a été traduit en 10 langues (anglais, allemand, serbo-croate, japonais, italien, tchèque, polonais, chinois, arabe et russe).

## Publication
Le roman est, à l'origine, publié en 1958 aux éditions Grasset. Par contre, l'action est censée se passer aux alentours des années 30.

## Résumé
L'histoire se passe dans le nord du Québec, à proximité du cercle arctique, dans la première moitié du XXe siècle. L’Inuit Agaguk cherche un endroit favorable à la chasse et qui serait parfait pour ériger une hutte. Il trouve cet endroit dans la toundra sur un monticule près d'une zone où le gibier est abondant. Il est, en effet, obligé de s’éloigner de son village. S'il veut en partir, c’est parce que Ramook, son père, veuf, a remplacé la mère de Agaguk par une Montagnaise que Agaguk hait, malgré la gentillesse de cette belle-mère. L'autre raison c'est qu'il veut y emmener Iriook, la femme de ses rêves.
Au cours d'une partie de chasse, il rencontre Ghorok, le chaman du village, en quête de gibier et égaré. Ce dernier lui dit qu’un négociant en peaux, Brown, est au village. Ghorok parti, Agaguk se rend au village avec des peaux et il apprend que ce marchand est en fait un trafiquant d’eau-de-vie ainsi que d’autres choses prohibées. Il décide quand même de négocier avec le trafiquant d'alcool et lui demande, en échange de ses peaux, un fusil et des munitions, un couteau, du sel et du thé. Le trafiquant prend les peaux et ne lui propose que du sel ou de l'alcool en contrepartie. S'ensuit une dispute puis une bagarre : Brown tire un revolver de sa poche et ordonne à Agaguk de partir sans ses peaux. Agaguk finit par tuer l'homme blanc...
Plus tard, Agaguk a un garçon qu’il appelle Tayaout. Peut-être manipulé par un sortilège du chaman, un grand loup blanc rôde autour d'Agaguk, tandis qu'un policier, Henderson, vient enquêter sur les circonstances de la mort de Brown. Au cours de l'affrontement avec le prédateur, Agaguk est grièvement blessé et défiguré, pendant qu'au village, Henderson se rapproche d'un Inuit qui cherche à se venger d'Agaguk. Ramook tue le traître supposé, puis Henderson lui-même, qui commençait à soupçonner quelque chose. 
Les collègues d'Henderson partent à sa recherche et mettent la pression sur les villageois. Ramook et Ghorok décident de dénoncer Agaguk mais, lorsqu'ils arrivent à sa hutte avec la police, ils ne le reconnaissent pas en raison de sa blessure, d'autant que le convalescent nie être Agaguk. Les policiers, se croyant manipulés, arrêtent Ramook et lui imputent tous les meurtres. De son côté, Agaguk se remet mais il est grandement diminué. C'est maintenant Iriook l'élément fort du ménage. 

## Adaptations

### Cinéma
En 1992 le film Agaguk (Shadow of the Wolf), film franco-canadien, est réalisé par Jacques Dorfmann. C'est une libre adaptation du roman Agaguk, avec, au casting, Lou Diamond Phillips, Toshirô Mifune, Jennifer Tilly, Bernard-Pierre Donnadieu et Donald Sutherland.

### BD
Le dessinateur Yvon Roy réalise en 2008, en collaboration avec Jean-Blaise Djian (texte), l'adaptation en bande dessinée du roman Agaguk, : l'album est publié d'abord chez les éditions Adonis puis dix ans plus tard, réédité dans la série Les Grands Classiques de la littérature en bande dessinée, chez Glénat dans la collection « Le Monde » (2018).

## Récompense
Grand prix de la Province de Québec (1958).